# 布拉齊戈沃
布拉齊戈沃是保加利亞的城鎮，位於該國南部，距離首府帕扎爾吉克23公里，由帕扎爾吉克州負責管轄，海拔高度599米，受大陸性氣候影響，2004年人口4,646，居民主要信奉東正教。

## 外部連結
- Bulgarian Coastal Properties: Bratsigovo （页面存档备份，存于）